# Ditteridge
Ditteridge är en by i civil parish Box, i distriktet Wiltshire, i grevskapet Wiltshire, i England. Byn är belägen 13 km från Trowbridge. Ditteridge var en civil parish fram till 1884 när blev den en del av Box. Civil parish hade 101 invånare år 1881. Byn nämndes i Domedagsboken (Domesday Book) år 1086, och kallades då Digeric.